# Grimmia daviesii
Grimmia daviesii là một loài Rêu trong họ Grimmiaceae. Loài này được (Dicks. ex With.) Turner mô tả khoa học đầu tiên năm 1804.